# Chiesa dell'Assunta (Palermo)

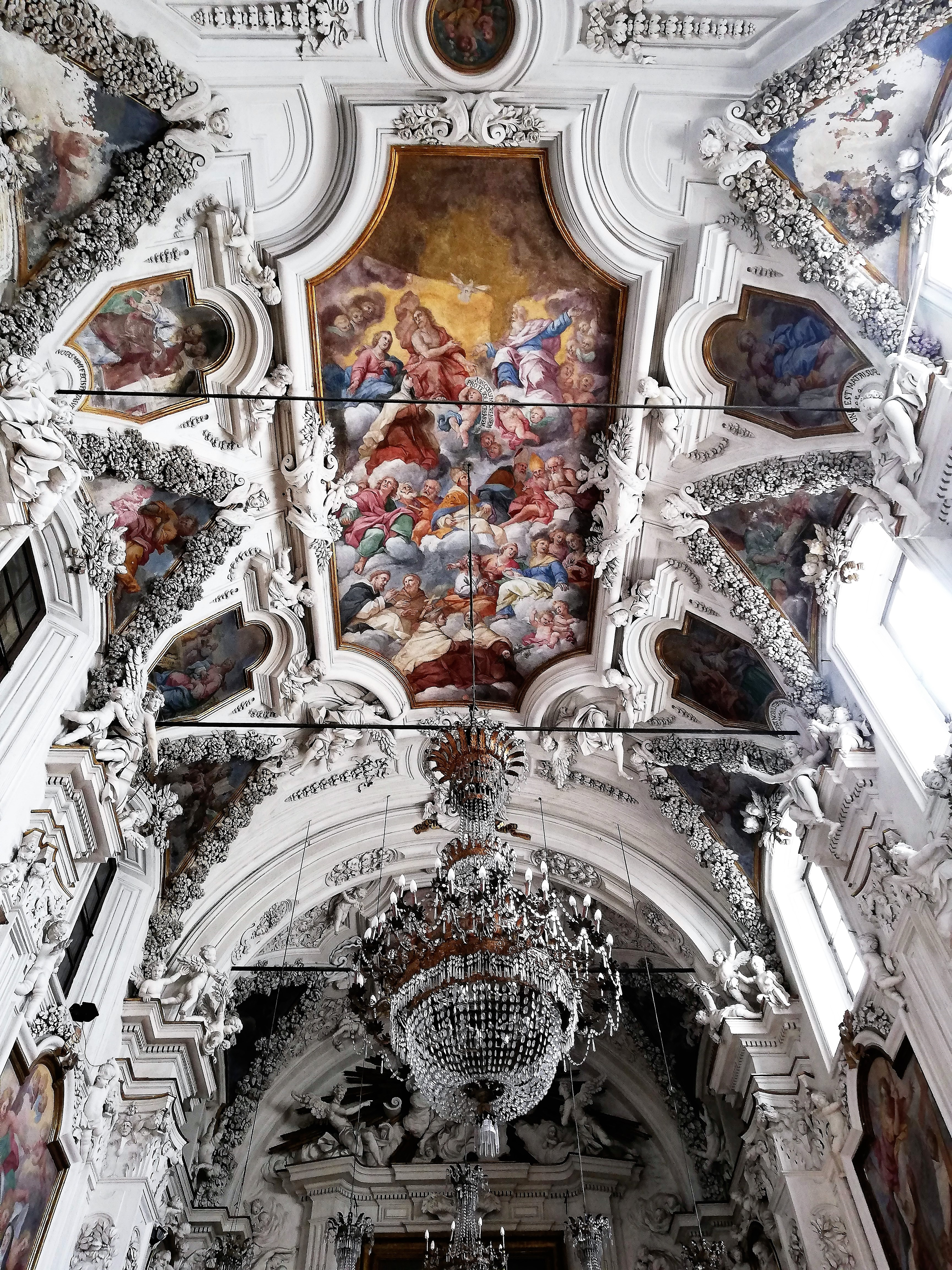
Volta.

La chiesa dell'Assunta delle Carmelitane scalze è un edificio di culto ubicato nel centro storico di Palermo. L'aggregato monumentale comprendente la chiesa e il monastero dell'Ordine dei carmelitane scalze sorge lungo la via Maqueda tra la via Santa Rosalia e piazza San Nicolò degli Scalzi nel mandamento Tribunali o Kalsa.

## Storia

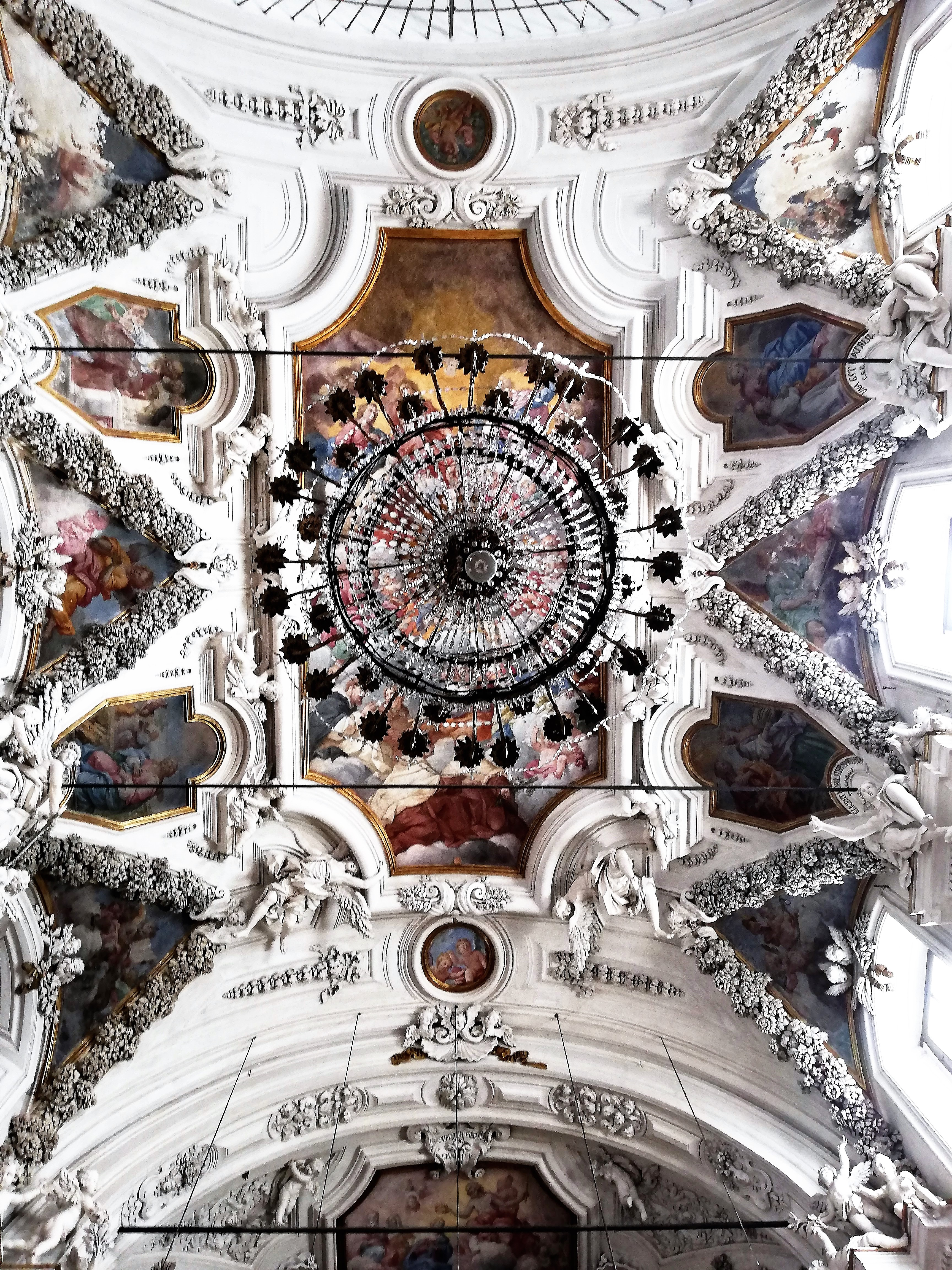
Affreschi e stucchi volta.

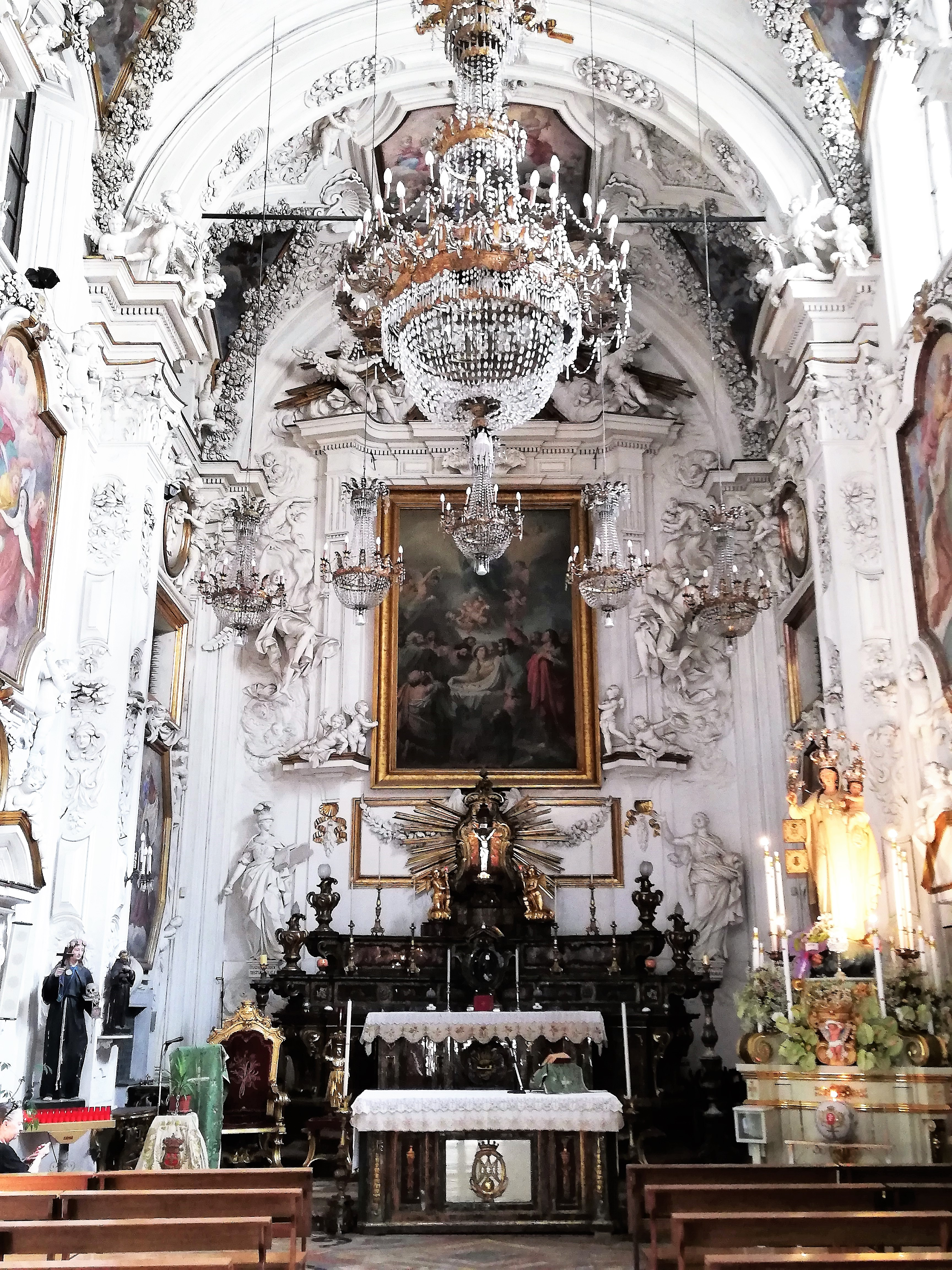
Altare maggiore.

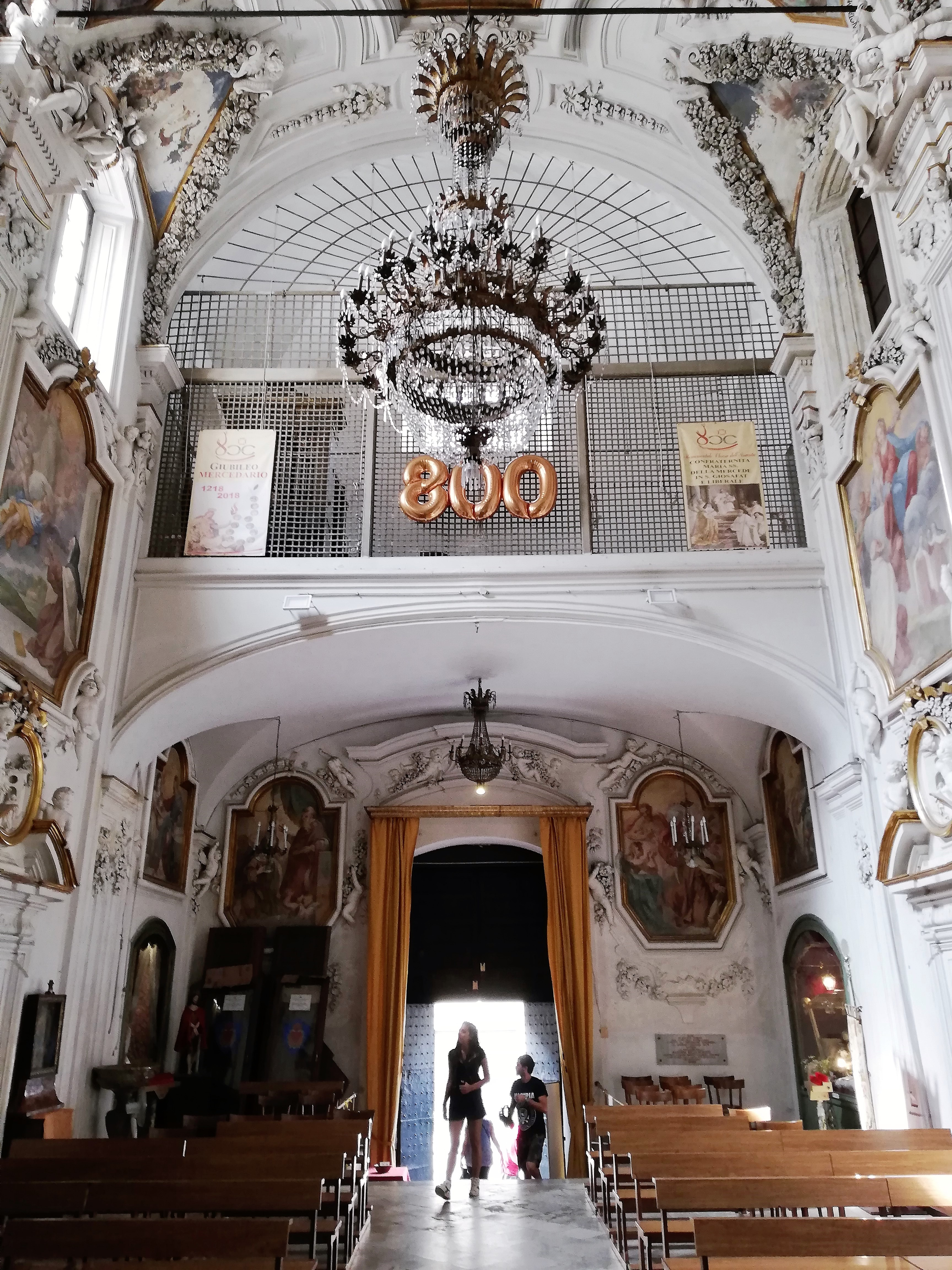
Controfacciata e cantoria.

Il monastero delle carmelitane scalze è fondato da Giovanna de la Cerda, duchessa di Montalto, figlia del duca di Medinaceli, moglie di Antonio d'Aragona Moncada, duca di Montalto, principe di Paternò, duca di Bivona. In seguito ad evento luttuoso la nobildonna pronuncia i voti di carmelitana scalza nel monastero di San Giuseppe di Napoli nel 1626 assumendo nome di suor Teresa dello Spirito Santo, il marito accede alla Compagnia di Gesù.
La sede palermitana di Porta di Vicari è fondata per via dei contrasti con la casa madre partenopea pertanto ottenne il duca in data 9 febbraio 1625 mediante bolla pontificia di Papa Urbano VIII la fondazione del monastero sotto il titolo dell'«Assunzione di Maria Vergine», sottoposto alla gestione patrimoniale e amministrativa dell'ordinario diocesano. Il 13 giugno 1628 il cardinale Giannettino Doria impartì la benedizione del nuovo luogo di culto.
Mediante l'azione influente del figlio superstite Luigi Guglielmo I Moncada, principe di Paternò, genero di Fernando Afán de Ribera y Enríquez, duca di Alcalà e viceré di Sicilia, è presentata istanza formale al Papa Urbano VIII affinché ponesse fine alla gestione patrimoniale e amministrativa dell'ordinario diocesano e fare transitare di fatto l'istituzione sotto la giurisdizione dei padri teresiani.
La nuova bolla pontificia del 14 aprile 1632 favorisce il 22 aprile la visita della commissione ispettiva dei responsabili del convento di Santa Maria dei Rimedi determinando il 6 luglio l'insediamento del priore. La targa posta nel 1662 indica la destinazione dell'istituto, espressamente dedicata alle componenti femminili delle casate elencate, col consenso di Filippo III di Sicilia (Filippo IV di Spagna), della consorte Maria Anna d'Asburgo e l'autorizzazione dell'imperatore Leopoldo I d'Asburgo.
Dopo il 1730 l'istituzione torna alla gestione patrimoniale e amministrativa dell'ordinario diocesano fino al 1861, anno di emanazione delle leggi eversive. 
- 1823 5 marzo, Il terremoto di Pollina provoca danni alle decorazioni, il crollo parziale della facciata, la devastazione del coro e la rovina della pavimentazione all'ingresso.
- 1861, Soppressione dell'ordine monastico con passaggio delle proprietà allo Stato.
- 1904, Le strutture del monastero sono cedute al Comune di Palermo per essere adibite a scuole.

## Facciata
Prospetto rivolto a occidente. L'intera facciata in conci presenta il rilievo di coppie di paraste binate collocate su alti plinti marmorei. Sul portale, fra i capitelli corinzi arricchiti da ghirlande, la targa e lo stemma dei Moncada sorretto da putti e dominato da grifo, reca la data del 1662. Un cornicione separa un ridotto secondo ordine con finestrone centrale. Un frontone triangolare chiude la prospettiva. Il solenne portare richiama lo stile del complesso, nicchie vuote sono ricavate fra gli elementi verticali.
Testo della targa:

## Interno
La chiesa ha un impianto a navata unica con pavimento in marmi policromi realizzato nel 1638. Nella controfacciata si trova il coro chiuso da grata, che ospita un organo a canne di Pietro Lugaro (1861). L'apparato decorativo degli interni è del 1710 dettato dalla glorificazione di Santa Teresa d'Avila. Il sottocoro è affrescato da Guglielmo Borremans, il ciclo decorativo di Filippo Tancredi con la Gloria di Santa Teresa d'Avila sulla volta, Storie della vita di Santa Teresa nelle vele arricchite da ghirlande floreali in stucco, e Antonio Grano. Statue, decorazioni, teatrini e manufatti in stucco attribuiti a Giuseppe e Procopio Serpotta.

### Parete destra
- Edicola nel sottocoro contenente la raffigurazione in ceroplastica della Mater Dolorosa sormontata da affresco.
- Nicchia dell'Ecce Homo, con relativa statua; timpano ad arco spezzato con teatrino ovale intermedio sormontato da affresco.

Campata: Cappella di Santa Teresa d'Avila. Sull'altare il dipinto raffigurante Santa Teresa indica il monastero a San Giuseppe di Gaspare Serenari, delimitato dalle allegorie in stucco della Sapienza Divina e della Fortezza. Sulla mensa è collocata una statuetta lignea policroma settecentesca raffigurante l'Immacolata Concezione. Davanti al tabernacolo dell'altare, i busti lignei policromi di Santa Teresa d'Avila e di San Giovanni della Croce, di scuola napoletana.
- Nicchia contenente il dipinto raffigurante la Madonna della Salute, delimitata da timpano ad arco spezzato con teatrino ovale intermedio sormontato dall'affresco Santa Teresa e San Giovanni della Croce. In prossimità dell'arco trionfale è collocata la vara con statua lignea di Maria Santissima della Mercede attribuita a Rosario Bagnasco del 1910.
- Parete presbiterio con affresco Visione delle "Nozze Mistiche" con Gesù che offre un chiodo della croce sormontato da tondo con busto di San Paolo Apostolo.

### Parete sinistra
- Edicola nel sottocoro con urna reliquiario contenente il corpo della martire romana santa Teodora sormontata da affresco. Reliquia donata da Papa Clemente XIV a Gioacchino Castello parroco della chiesa di Sant'Ippolito Martire a Porta Carini per il monastero.
- Nicchia delimitata da timpano ad arco spezzato con teatrino ovale intermedio sormontato dall'affresco Estasi di Santa Teresa.

Campata: Cappella del Santissimo Crocifisso. Sull'altare il Crocifisso settecentesco con croce in tartaruga e figure di santi dolenti in stucco: Maria, Maria Maddalena e San Giovanni Evangelista, delimitato dalle allegorie della Carità, Misericordia, Fortezza e Sapienza Divina. Davanti al tabernacolo, il busto ligneo di Sant'Alberto degli Abati di scuola napoletana. Sotto la mensa il simulacro in cera raffigurante la Dormitio Virginis.
- Nicchia delimitata da timpano ad arco spezzato con teatrino ovale intermedio sormontato da affresco. In prossimità dell'arco trionfale è collocata la statua lignea di Santa Rosalia.
- Parete presbiterio, varco alla sacrestia con affresco Santa Teresa ai piedi della Vergine riceve il velo da San Giuseppe sormontato da tondo con busto di San Pietro Apostolo.

### Presbiterio
Presbiterio con abside rettangolare delimitato da arco trionfale. L'altare maggiore ad Deum in pietre dure e semipreziose, agate e lapislazzuli presenta due gradini con vasi laterali e due statue in stucco: Fede e Carità di Procopio Serpotta. Nell'edicola della sopraelevazione campeggia il quadro dell'Assunta di Giuseppe Patricolo del 1800, sul cornicione nella lunetta dell'arco absidale è presente la Gloria del Padre manufatto in stucco di Giuseppe e Procopio Serpotta. Nella volta è affrescata la scena Santa Teresa venera la Vergine Incoronata. Sulla mensa il tabernacolo è sormontato dalla figura di Gesù Risorto contornato da raggiera.

## Monastero dell'Ordine delle carmelitane scalze
- 1625, Fondazione canonica del monastero dell'Ordine delle carmelitane scalze.

Sul candido intonaco restaurato risaltano le possenti paraste che delimitano il portale in bugnato con timpano ad arco spezzato con finestra intermedia.

## Confraternita di Maria Santissima della Mercede
Il monumentale tempio è affidato alla confraternita di Maria Santissima della Mercede fondata nel 1909 nella distrutta chiesa di San Giosafat.

## Feste religiose
- 15 agosto, Festa della Madonna Assunta.
- 03 ottobre, Festa di Santa Teresa del Bambin Gesù.
- 15 ottobre, Festa di Santa Teresa d'Avila.
- 24 novembre, Festa di San Giovanni della Croce.

## I Carmelitani a Palermo
- 1118, Chiesa del Carmine Maggiore
- 1592, Chiesa della Madonna dell'Itria
- 1599, Chiesa della Madonna del Soccorso
- 1528, Chiesa della Madonna di Montesanto
- 1610, Chiesa della Madonna dei Rimedi
- 1628, Chiesa della Madonna di Gibilrosa

## Galleria d'immagini

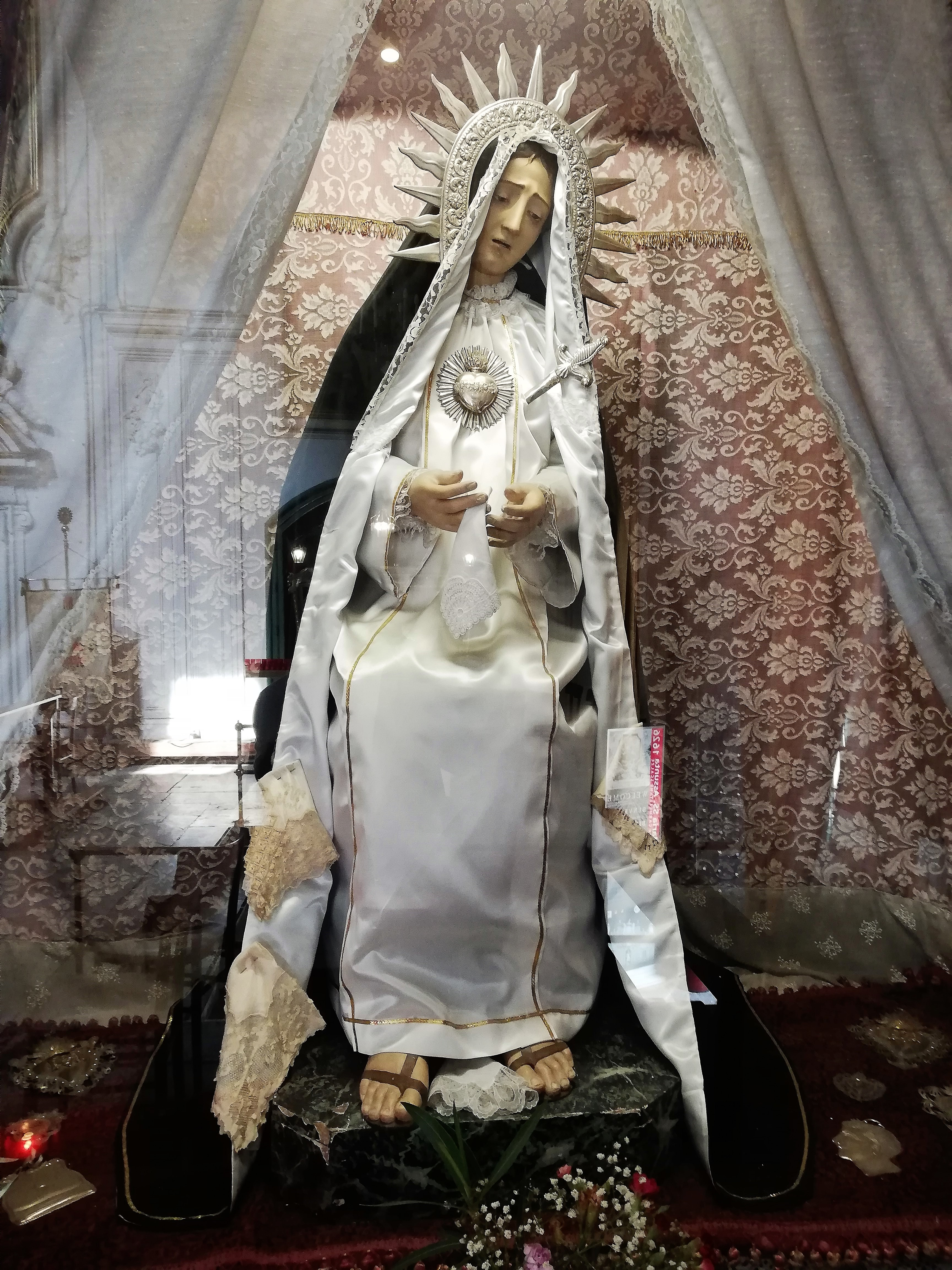
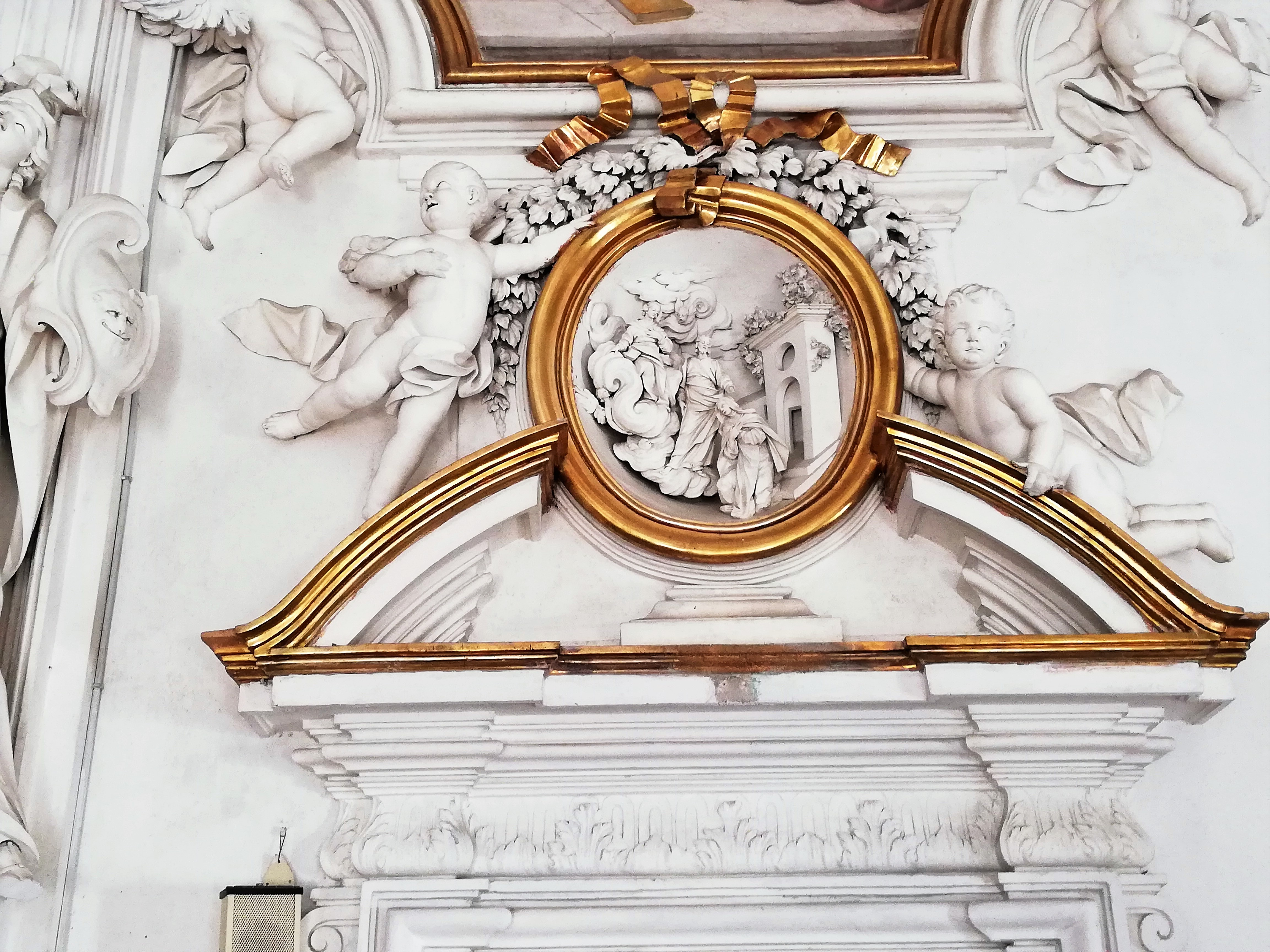
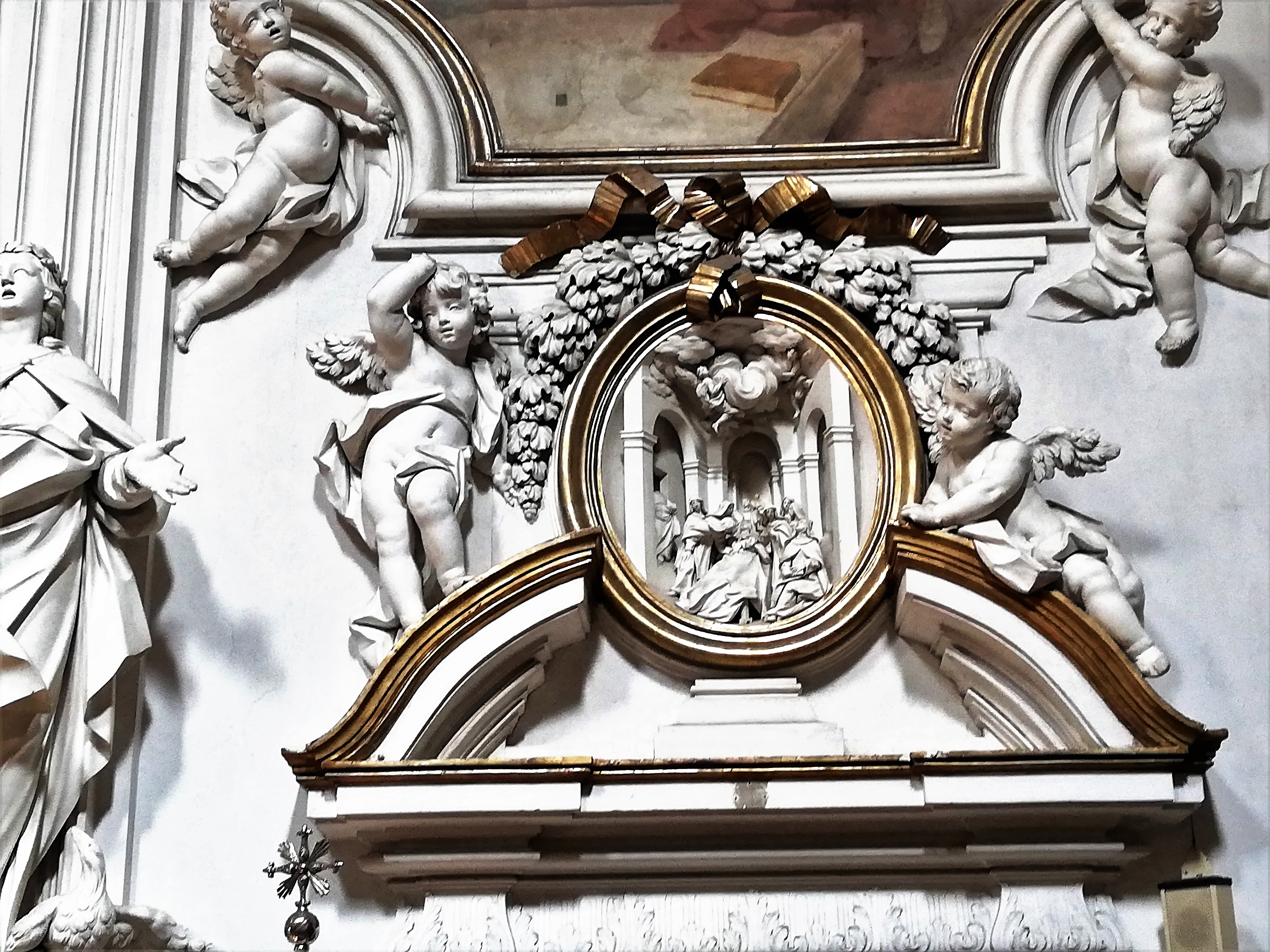
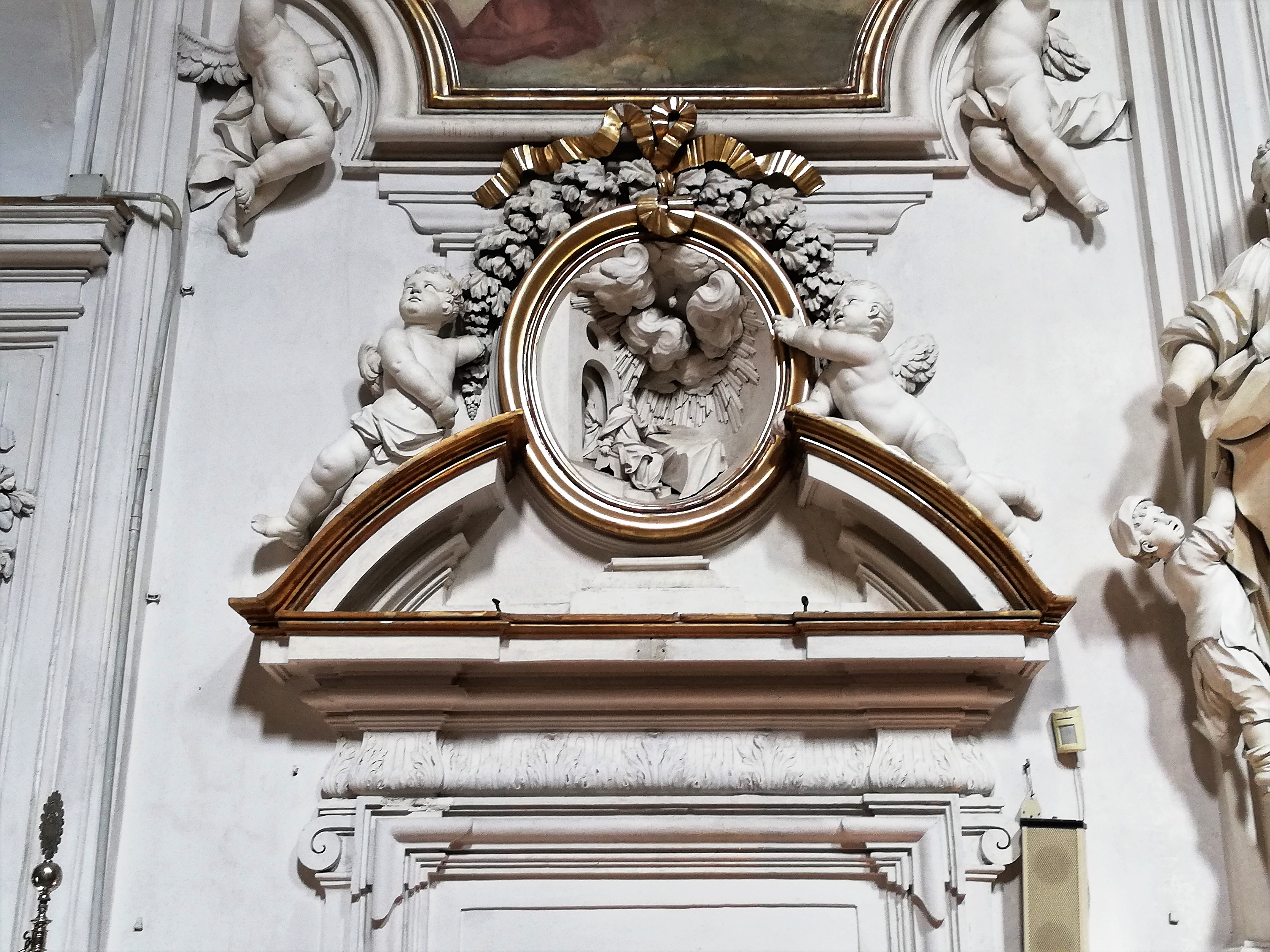
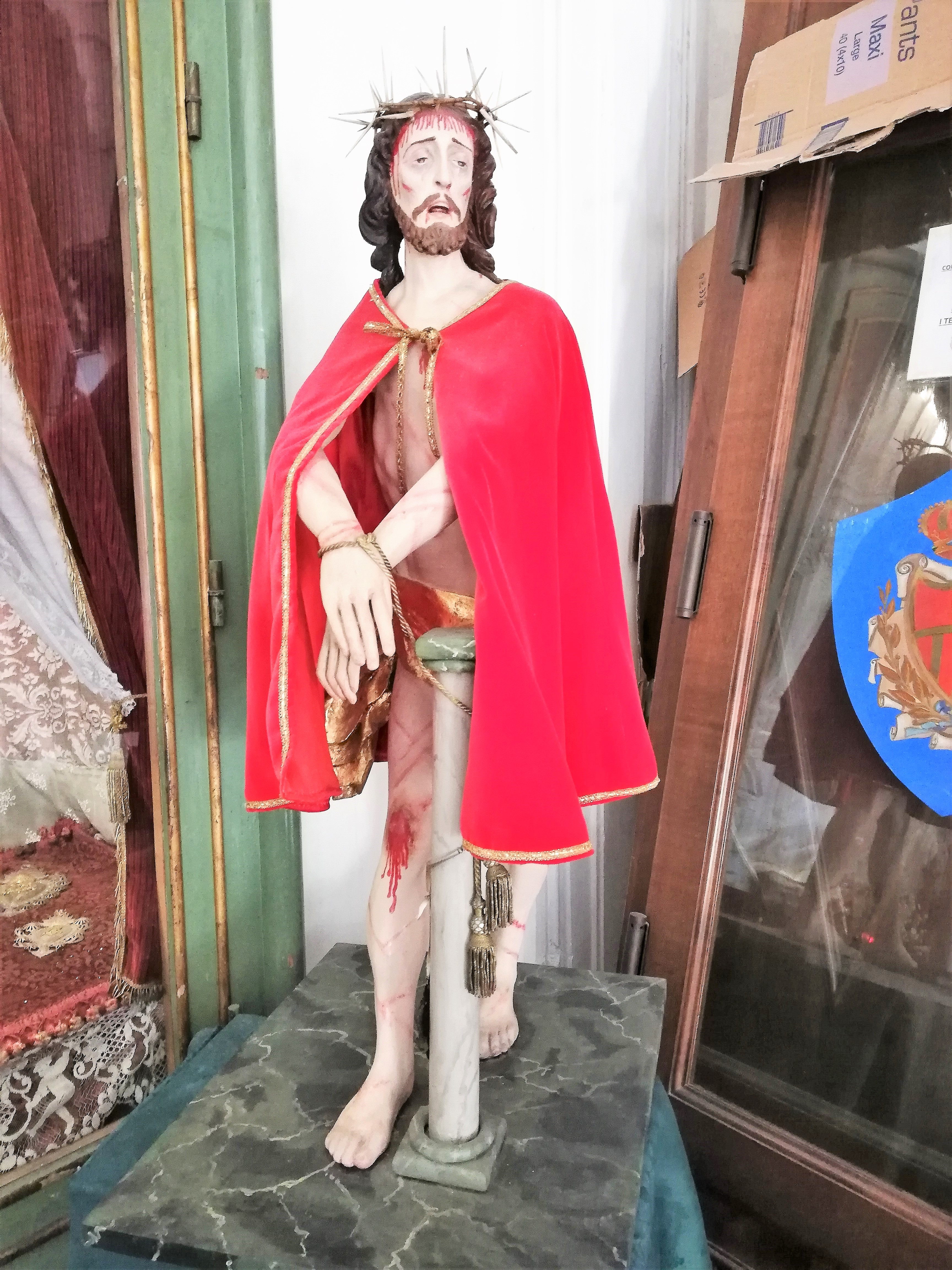